# Cults (album)
Cults è l'album di debutto della band pop indie americana Cults. L'album è stato pubblicato negli Stati Uniti il 7 giugno 2011 su In the Name Of, un'etichetta della Columbia Records. L'album è stato registrato nel corso del 2010 e all'inizio del 2011. All'inizio del 2010, la band ha pubblicato un EP, che conteneva due delle canzoni che apparivano nell'album; Go Outside e Most Wanted. La canzone Go Outside è stata inserita nella colonna sonora del gioco MLB 11: The Show su PlayStation 3. La canzone Bad Things appare anche nella serie drammatica di Hulu The Act durante i titoli di coda del terzo episodio Two Wolverines, ed è stato campionato sul brano She Knows dal rapper J. Cole dall'album Born Sinner. La canzone You Know What I Mean appare nell'episodio 6 dello spettacolo Russian Doll su Netflix di Amy Poehler.
Pitchfork ha inserito l'album al numero 46 nella sua lista "Top 50 album del 2011".

## Tracce
1. Abducted – 2:53
2. Go Outside – 3:24
3. You Know What I Mean – 2:32
4. Most Wanted – 3:05
5. Walk at Night – 3:05
6. Never Heal Myself – 3:03
7. Oh My God – 3:21
8. Never Saw the Point – 3:04
9. Bad Things – 3:40
10. Bumper – 2:42
11. Rave On – 2:52